# Bill Block
William Hunt Block, né le 2 avril 1954, est un producteur américain de films. Il est le PDG de Miramax depuis avril 2017. Il a notamment participé à la production de films comme W. (2008), District 9 (2009), 'ury (2014), Bad Moms (2016), Dirty Papy (Dirty Grandpa) (2016), Halloween (2018) et Halloween Kills (2021).

## Biographie

### Naissance
Block est né à New York, où il fréquente l'Université de Columbia et devient plus tard un partisan du programme de cinéma de l'école.

### Carrière
Block commence sa carrière comme agent littéraire avant de fonder l'agence Intertalent en 1988, où il représente des artistes tels que Kim Basinger, Samuel L. Jackson, Steven Seagal, Charlie Sheen, John Travolta, Forest Whitaker, Sam Raimi, Roland Emmerich et William Friedkin. En 1992, il rejoint International Creative Management en tant que responsable des opérations de la côte ouest.
Bill Block acquiert Artisan Entertainment, un studio de cinéma indépendant qui a produit des films tels que Le Projet Blair Witch, Buena Vista Social Club, Pi et Requiem for a Dream de Darren Aronofsky, L'Anglais réalisé par Steven Soderbergh, La Neuvième Porte avec Johnny Depp et réalisé par Roman Polanski et Hypnose et Made de David Koepp avec Jon Favreau et Vince Vaughn,.
En 2002, il fonde la société de financement, de production et de vente de films QED International. Il en est le PDG pendant 12 ans, produisant des films dont District 9 et Elysium de Neill Blomkamp, W. : L'Improbable Président d'Oliver Stone et le thriller de la Seconde Guerre mondiale Fury de David Ayer avec Brad Pitt. En 2014, après que Media Content Capital ait pris une participation majoritaire dans QED, Block quitte l'entreprise pour lancer Merced Media avec le producteur Kevin Frakes.
De 2015 à 2017, il est directeur général de Bill Block Media qui produit notamment le succès commercial Bad Moms avec Mila Kunis et Kristen Bell et Dirty Papy (Dirty Grandpa) avec Robert De Niro et Zac Efron. En novembre 2015, il règle un différend juridique avec QED International, après que son ancienne société ait déposé une plainte fédérale alléguant une contrefaçon de marque et une concurrence déloyale concernant les droits de Dirty Papy.
Il est nommé PDG de Miramax en avril 2017.

### Vie privée
Block vit à Hollywood Hills avec sa femme, Eugenia Kuzmina, mannequin, actrice et comédienne, ses deux fils et sa fille.

## Filmographie

### Cinéma
- 1998 : Belly (exécutif chargé de la production)
- 1999 : Hypnose (exécutif chargé de la production)
- 2000 : Way of the Gun (exécutif chargé de la production)
- 2001 : Le Centre du monde (exécutif chargé de la production)
- 2001 : Made (exécutif chargé de la production, non crédité)
- 2001 : Vanilla Sky (producteur délégué)
- 2003 : Lune de miel en enfer (producteur délégué)
- 2007 : First Born (producteur délégué)
- 2007 : The Lucky Ones (producteur délégué)
- 2007 : The Hunting Party
- 2008 : Smart People (producteur délégué)
- 2008 : W. : L'Improbable Président
- 2008 : Points de rupture (producteur délégué)
- 2009 : District 9 (producteur délégué)
- 2011 : Killing Fields (producteur délégué)
- 2012 : Alex Cross
- 2013 : Elysium
- 2013 : Apprenti Gigolo
- 2013 : Haunt
- 2014 : Sabotage
- 2014 : Fury
- 2015 : La Famille Fang (producteur délégué)
- 2015 : Rock the Kasbah
- 2016 : Dirty Papy (Dirty grandpa)
- 2016 : Bad Moms
- 2017 : Bad Moms 2 (producteur délégué)
- 2018 : Halloween
- 2018 : The Perfection
- 2019 : Jay et Bob contre-attaquent… encore (producteur délégué)
- 2020 : The Gentlemen
- 2020 : Mon oncle Frank
- 2021 : Un homme en colère
- 2021 : Il est trop bien
- 2021 : Halloween Kills
- 2021 : I Won't Be Home for Christmas
- 2021 : Mother/Android
- 2022 : Sick de John Hyams
- 2022 : Avoue, Fletch (Confess, Fletch)
- 2022 : Halloween Ends
- 2023 : Operation Fortune: Ruse de guerre de Guy Ritchie
- 2023 : Gray Matter de Meko Winbush (producteur délégué)
- 2023 : Winter Break (The Holdovers) d'Alexander Payne
- 2023 : Séduire la mort (Strange Darling) de JT Mollner (en)
- 2023 : Old Dads de Bill Burr
- 2024 : The Beekeeper de David Ayer
- 2024 : The Exorcism de Joshua John Miller
- 2024 : Here - Les plus belles années de notre vie (Here) de Robert Zemeckis
- 2025 : Inheritance de Neil Burger
- 2025 : A Working Man de David Ayer

### Télévision
- 2015 : Good at Life (téléfilm) (producteur délégué)
- 2020 : Spy City(producteur délégué)
- 2023 : Project Greenlight: A New Generation (série TV) (producteur délégué)
- 2024 : The Gentlemen (série TV documentaire) (producteur délégué)
- projet : Serendipity (série TV) (producteur délégué)